# Resolutie 1776 Veiligheidsraad Verenigde Naties
Resolutie 1776 van de Veiligheidsraad van de Verenigde Naties werd op 19 september 2007 aangenomen door de VN-Veiligheidsraad. De resolutie werd met veertien stemmen voor goedgekeurd. Rusland onthield zich; naar eigen zeggen omdat "de kwestie over onderschepping op zee nog uitgeklaard moest worden". De resolutie verlengde de autorisatie van de NAVO-troepenmacht in Afghanistan met een jaar.

## Achtergrond
In 1979 werd Afghanistan bezet door de Sovjet-Unie, die vervolgens werd bestreden door Afghaanse krijgsheren. Toen de Sovjets zich in 1988 terugtrokken raakten ze echter slaags met elkaar. In het begin van de jaren 1990 kwamen ook de Taliban op. In september 1996 namen die de hoofdstad Kabul in. Tegen het einde van het decennium hadden ze het grootste deel van het land onder controle en riepen ze een streng islamitische staat uit.
In 2001 verklaarden de Verenigde Staten met bondgenoten hun de oorlog en moesten ze zich terugtrekken, waarna een interim-regering werd opgericht. Die stond onder leiding van Hamid Karzai die in 2004 tot president werd verkozen.

## Inhoud

### Waarnemingen
De verantwoordelijkheid voor de veiligheid in Afghanistan lag bij de Afghaanse autoriteiten die daarvoor samenwerkten met de ISAF-veiligheidsbijstandsmacht van de NAVO.
De uitdagingen in Afghanistan bleven veiligheid, bestuur, ontwikkeling en drugsbestrijding. Verdere samenwerking van de VN-missie UNAMA en de ISAF-macht ter zake bleef noodzakelijk. Men was bezorgd om het vele geweld en terreur door de Taliban, Al Qaida, illegale gewapende groepen en drugshandelaars.
De Veiligheidsraad veroordeelde alle aanvallen, waaronder bomaanslagen, zelfmoordaanslagen en ontvoeringen, tegen de bevolking en Afghaanse en internationale troepen en verder ook de Taliban en andere extremistische groeperingen die de bevolking als menselijk schild gebruikten.

### Handelingen
De Veiligheidsraad verlengde de autorisatie van ISAF opnieuw met een periode van 12 maanden. De deelnemende landen werden ook verder geautoriseerd om alle nodige middelen aan te wenden om hun mandaat ten uitvoer te brengen. Voorts moesten de Afghaanse veiligheidsdiensten verder versterkt worden en werden ISAF en andere partners aangespoord daarvoor in te staan.

## Verwante resoluties
- Resolutie 1707 Veiligheidsraad Verenigde Naties (2006)
- Resolutie 1746 Veiligheidsraad Verenigde Naties
- Resolutie 1806 Veiligheidsraad Verenigde Naties (2008)
- Resolutie 1817 Veiligheidsraad Verenigde Naties (2008)

Lijst ·  1739 ·  1740 ·  1741 ·  1742 ·  1743 ·  1744 ·  1745 ·  1746 ·  1747 ·  1748 ·  1749 ·  1750 ·  1751 ·  1752 ·  1753 ·  1754 ·  1755 ·  1756 ·  1757 ·  1758 ·  1759 ·  1760 ·  1761 ·  1762 ·  1763 ·  1764 ·  1765 ·  1766 ·  1767 ·  1768 ·  1769 ·  1770 ·  1771 ·  1772 ·  1773 ·  1774 ·  1775 ·  1776 ·  1777 ·  1778 ·  1779 ·  1780 ·  1781 ·  1782 ·  1783 ·  1784 ·  1785 ·  1786 ·  1787 ·  1788 ·  1789 ·  1790 ·  1791 ·  1792 ·  1793 ·  1794